# Kongsberg Defence & Aerospace
Kongsberg Defence & Aerospace — одно из трех бизнес-подразделений норвежской Kongsberg Gruppen и поставщик оборонных и космических систем и продуктов (в основном , противокорабельных ракет, военной связи, а также систем командования и управления вооружением для военно-морских кораблей и авиации). По состоянию на 2021 год в Kongsberg Defense & Aerospace работало 3500 сотрудников.
Компания известна благодаря своей разработке и производству первой противокорабельной ракеты с пассивным ИК-наведением, Penguin, поставки которой начались в начале 1970-х годов (когда Kongsberg Defense & Aerospace входила в состав концерна KONGSBERG).
Деятельность, связанная с космосом, осуществляется подразделением Kongsberg Defense & Aerospace Space & Surveillance и Kongsberg Satellite Services. Известными продуктами Kongsberg Defense & Aerospace, являются механизмы крепления и выпуска ракеты-носителя для Ariane 5. производство оборудования для космических аппаратов для космического зонда NASA/ESA Cassini-Huygens. Kongsberg Defense & Aerospace также поставила приводной механизм солнечной батареи для космического зонда Rosetta.
В ноябре 2008 г. министр обороны Норвегии Анне-Грете Стрем-Эрихсен открыла новый завод Kongsberg Defense & Aerospace, который производит детали для норвежского истребителя F-35 Lightning II.
Компания полностью принадлежит Kongsberg Gruppen ASA, контрольный пакет акций которой принадлежит правительству Норвегии.
Ее дочерними компаниями являются Kongsberg Spacetec AS, Kongsberg Hungaria Kft, Kongsberg Norcontrol AS, Kongsberg Defense Corp., Kongsberg Defense Oy, Kongsberg Defense Sp. ZOO, Kongsberg Gallium Ltd. и Kongsberg Defense Ltd. Co. Ей принадлежит 50% Kongsberg Satellite Services AS.